# Schuyler (nome)
Schuyler  è un nome proprio di persona inglese maschile.

## Varianti
- Maschili: Skylar[2], Skyler[2]
- Femminili: Skylar[2], Skyler[2]

## Origine e diffusione

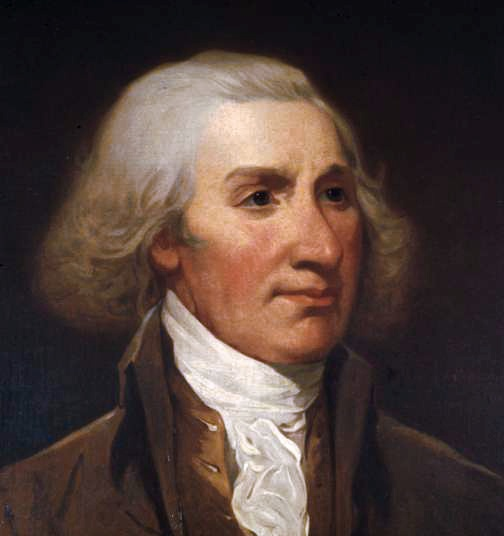
Philip Schuyler

Riprende il cognome olandese Schuyler, che significa "studioso", "dotto" (in ultimo dal latino scholaris, "studente"); il cognome, importato in America da coloni olandesi, cominciò ad essere usato come nome per onorare il generale Philip Schuyler.
L'associazione con il nome Tyler e con il termine inglese sky ("cielo") ha dato origine alle varianti moderne Skylar e Skyler, usate sia al maschile che al femminile.

## Onomastico
L'onomastico ricorre il 1º novembre, in occasione di Ognissanti, in quanto Asher non è portato da alcun santo ed è quindi adespota.

## Persone

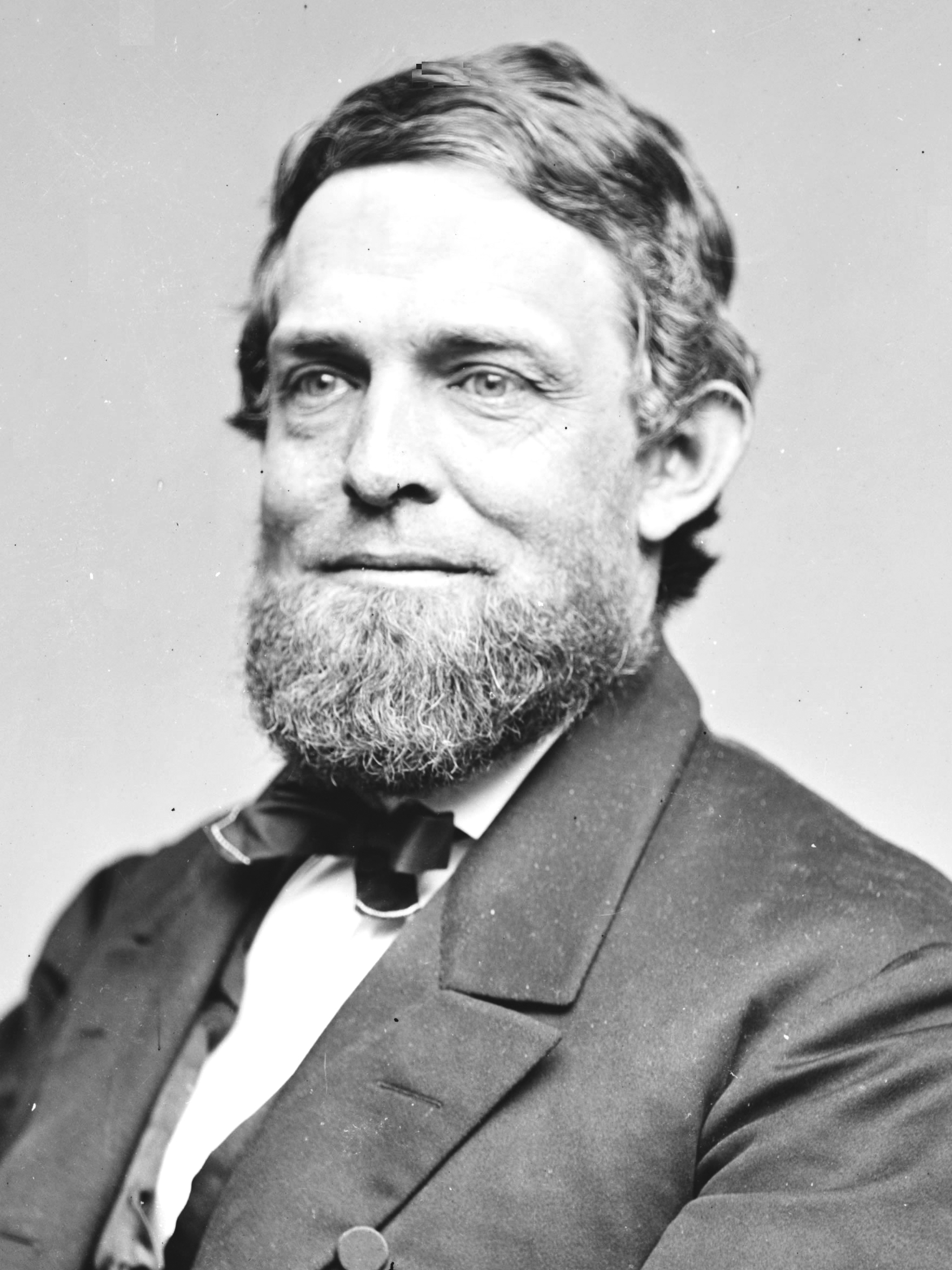
Schuyler Colfax

- Schuyler Carron, bobbista statunitense
- Schuyler Colfax, politico statunitense

### Varianti maschili
- Skylar Astin, attore e cantante statunitense
- Skyler Gisondo, attore, doppiatore e comico statunitense

### Varianti femminili
- Skylar Diggins, cestista statunitense
- Skylar Grey, cantautrice statunitense
- Skyler Samuels, attrice statunitense
- Skyler Shaye, attrice statunitense

## Il nome nelle arti
- Schuyler Van Alen è un personaggio della serie di romanzi Sangue blu, scritta da Melissa de la Cruz.
- Skyler White è un personaggio della serie televisiva Breaking Bad.